# Унікальне дерево-екзот
Уніка́льне де́рево-екзо́т — ботанічна пам'ятка природи місцевого значення в Україні. Розташована в межах Срібнянського району Чернігівської області, в селі Сокиринці.
Площа 0,01 га. Статус дано згідно з рішенням Чернігівського облвиконкому від 08.09.1958 року № 861; від 10.06.1972 року № 303; від 28.08.1989 року № 164. Перебуває у віданні: Сокиринський професійний аграрний ліцей.
Статус дано для збереження одного екземпляра декоративного дерева — платана, віком понад 200 років.
Пам'ятка природи «Унікальне дерево-екзот» розташована в межах парку-пам'ятки садово-паркового мистецтва загальнодержавного значення — «Сокиринський парк».

## Галерея

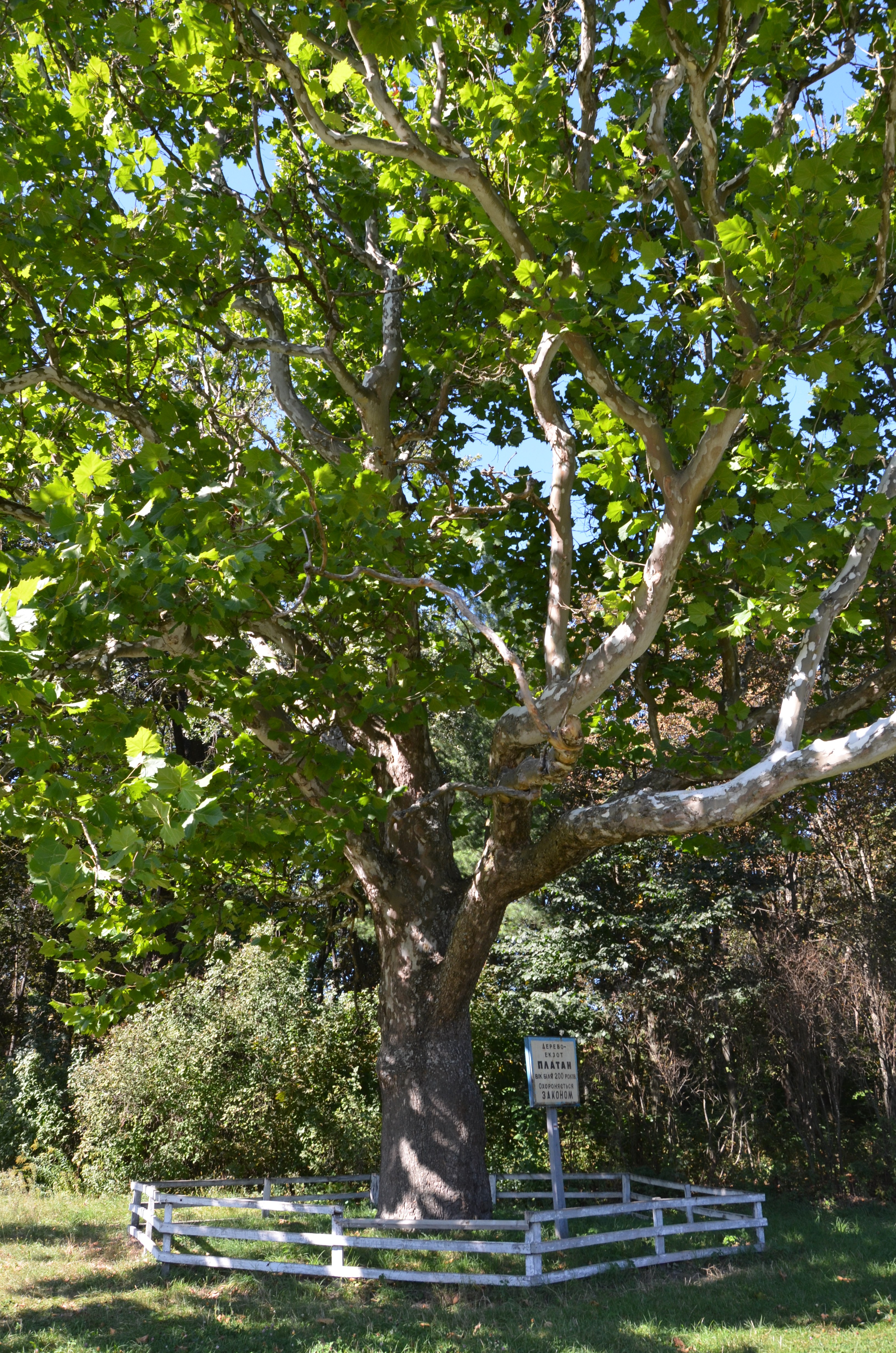
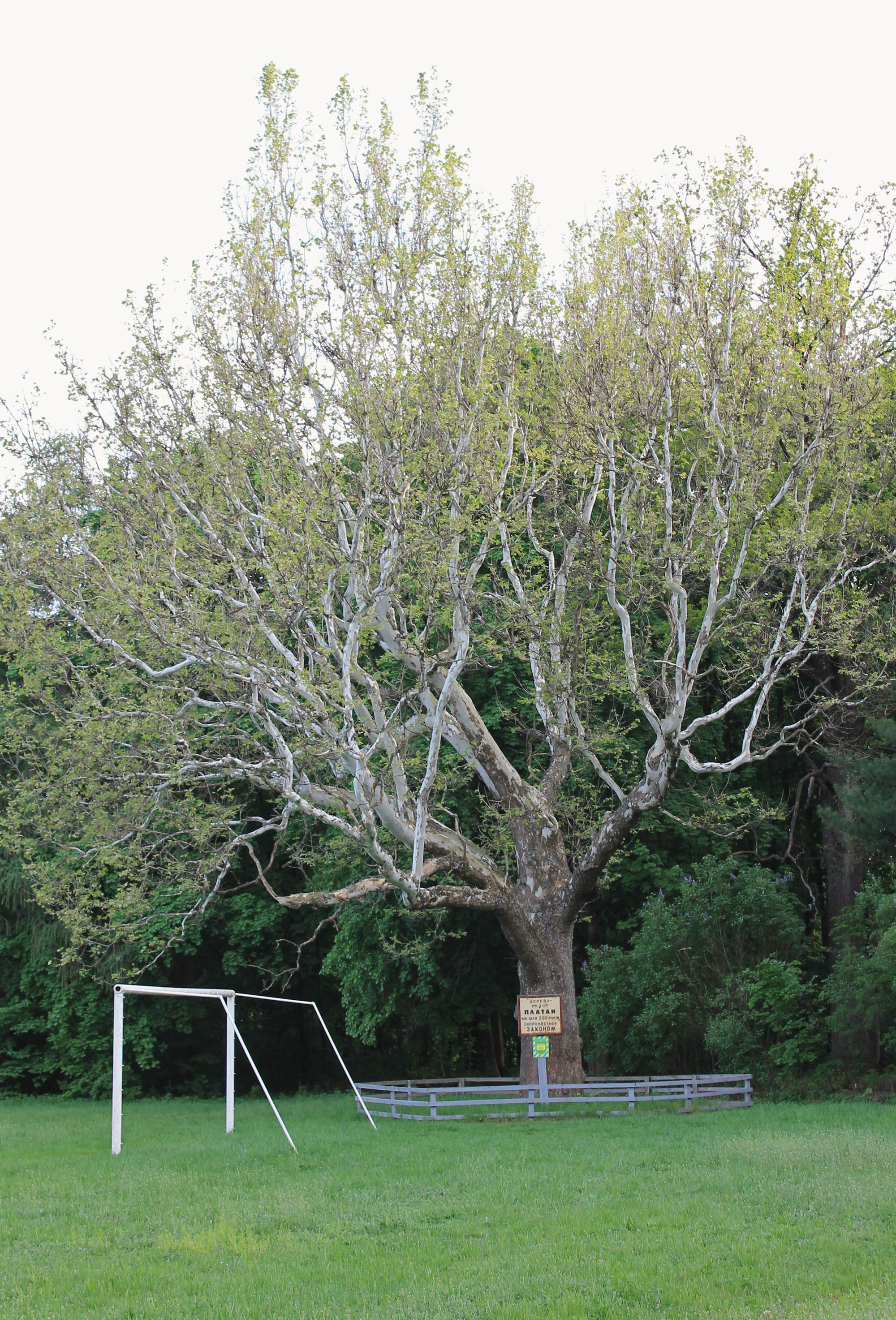
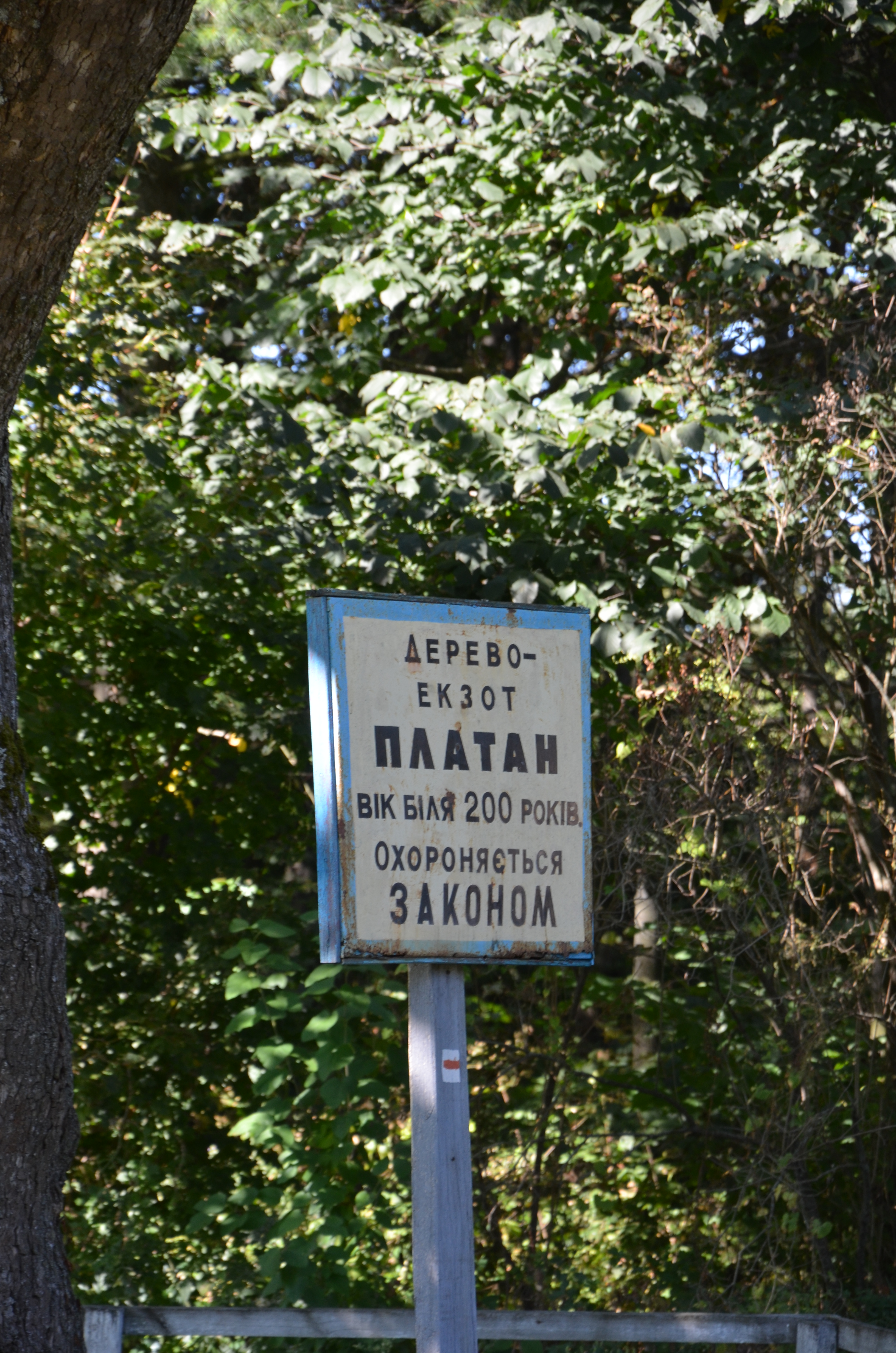